# Aliatge de Lichtenberg
L'aliatge de Lichtenberg és un aliatge fusible compost per un 50% de bismut, un 30% de plom, i un 20% d'estany. El seu punt de fusió és de 91,6 °C. El seu inventor fou el científic i escriptor alemany Georg Christoph Lichtenberg a finals del segle xviii.